# Michúrinsk
Michúrinsk (en ruso: Мичуринск) es una ciudad del óblast de Tambov, en Rusia, centro administrativo del raión de Michúrinsk. Está situada a 67 km (73 km por carretera) al norte de Tambov, y a 367 km al sur de Moscú.

## Historia
En 1636, se edifica en el emplazamiento de la ciudad actual una fortaleza bautizada con el nombre Kozlov (Козлов), uno de los primeros colonos. Tenía una función defensiva contra los tártaros de Crimea. En el siglo XVII la ciudad va perdiendo su importancia militar para pasar la madera a ser la base de la vida, con la fundación de un astillero desde la década de 1650. 
En el siglo XVIII, las fronteras se habían extendido suficientemente al sur para acabar con el rol militar de la ciudad, que se convertiría en un centro comercial. Las fértiles tierras de la región propiciaron también la agricultura. En 1779, recibe el estatus de ciudad. En el siglo XIX se mantendría como centro de intercambio, viéndose favorecida por la aparición del ferrocarril. A finales de este siglo la ciudad contaba con nos 40.000 habitantes.
Se renombra como Michúrinsk en 1932 en homenaje al agrónomo y botánico ruso Iván Michurin, que todavía vivía allí.

## Demografía
| 1897    | 1926    | 1939    | 1959   | 1970   |
| ------- | ------- | ------- | ------ | ------ |
| 40 300  | 53 300  | 71 500  | 80 600 | 93 600 |
| 1979    | 1989    | 1996    | 2002   | 2007   |
| 101 200 | 109 100 | 123 500 | 96 093 | 90 900 |

## Lugares de interés
Al no haber sido dañada por los combates de la Segunda Guerra Mundial Michúrinsk posee un bien preservado centro histórico con una serie de monumentos arquitectónicos del siglo XVIII y del XIX. Es de destacar la iglesia de San Elías, de 1771 así como la Catedral del Icono de Nuestra Señora de Bogoliúbovo (1873. Esta última fue diseñada por el famoso arquitecto Konstantín Thon y se asemeja a la Catedral del Salvador de Moscú.

## Economía
Michúrinsk es un importante nudo ferroviario, en medio de las tierras fértiles regadas por los ríos río Oká y Don. Las principales industrias de la ciudad son la fábrica de fabricación de locomotoras LPZ (ЛРЗ) y la industria agroalimentaria.
Por las investigaciones que se llevan a cabo en el campo de la agricultura la ciudad recibió en 2003 el estatus de Naukograd ("ciudad de la ciencia").
La ciudad está conectada a la autopista rusa M6 y es un nudo ferroviario entre Lípetsk y Tambov.
A 5 km de la ciudad se encuentra la base aérea de Michúrinsk.

## Educación
- Instituto Estatal de Pedagogía de Michúrinsk.
- Universidad de Agronomía de Michúrinsk.

## Ciudades hermanadas
- Munster - Alemania

## Personalidades
- Aleksandr Guerásimov, pintor.

## Galería

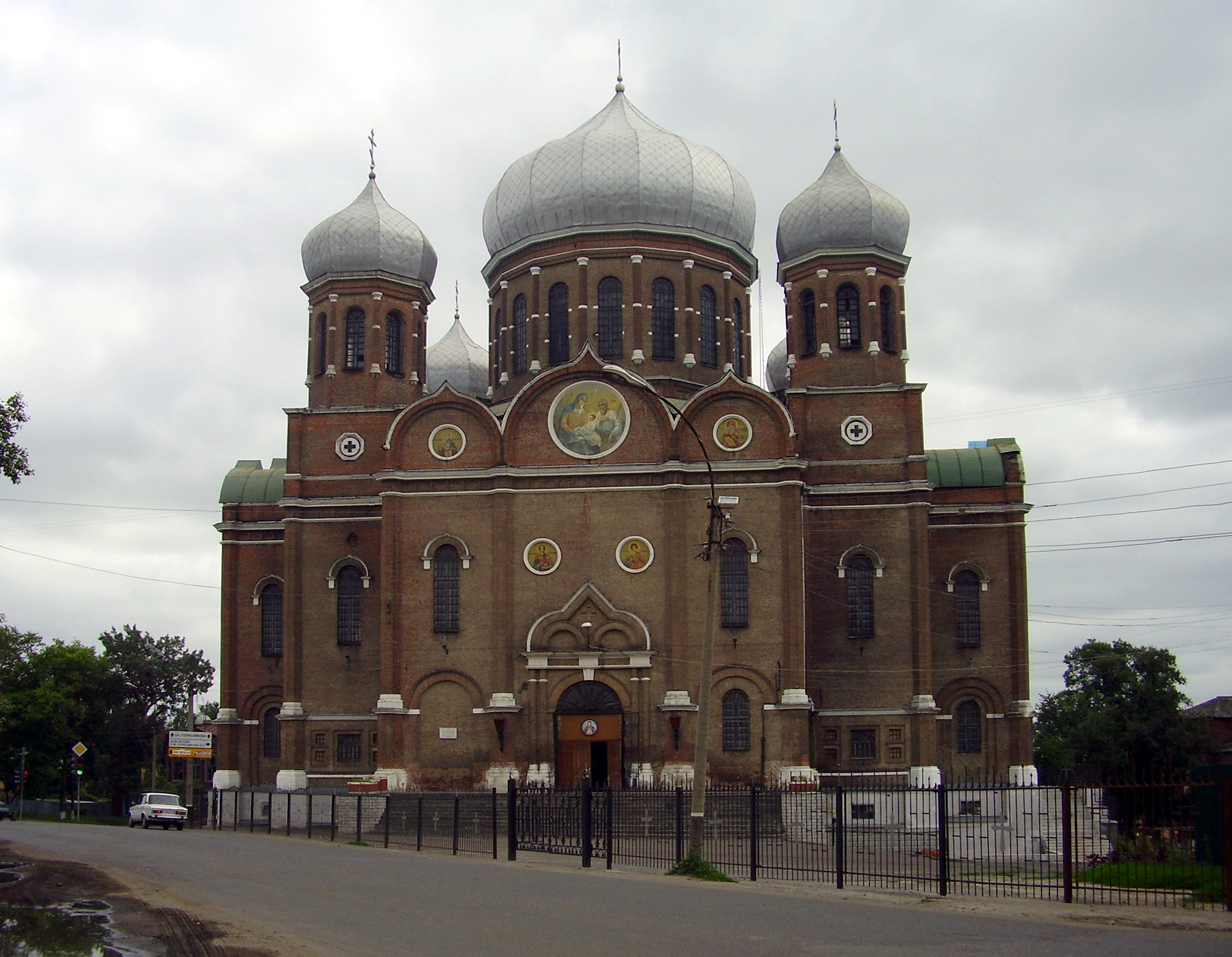
La catedral del Icono de Nuestra Señora de Bogoliúbovo.
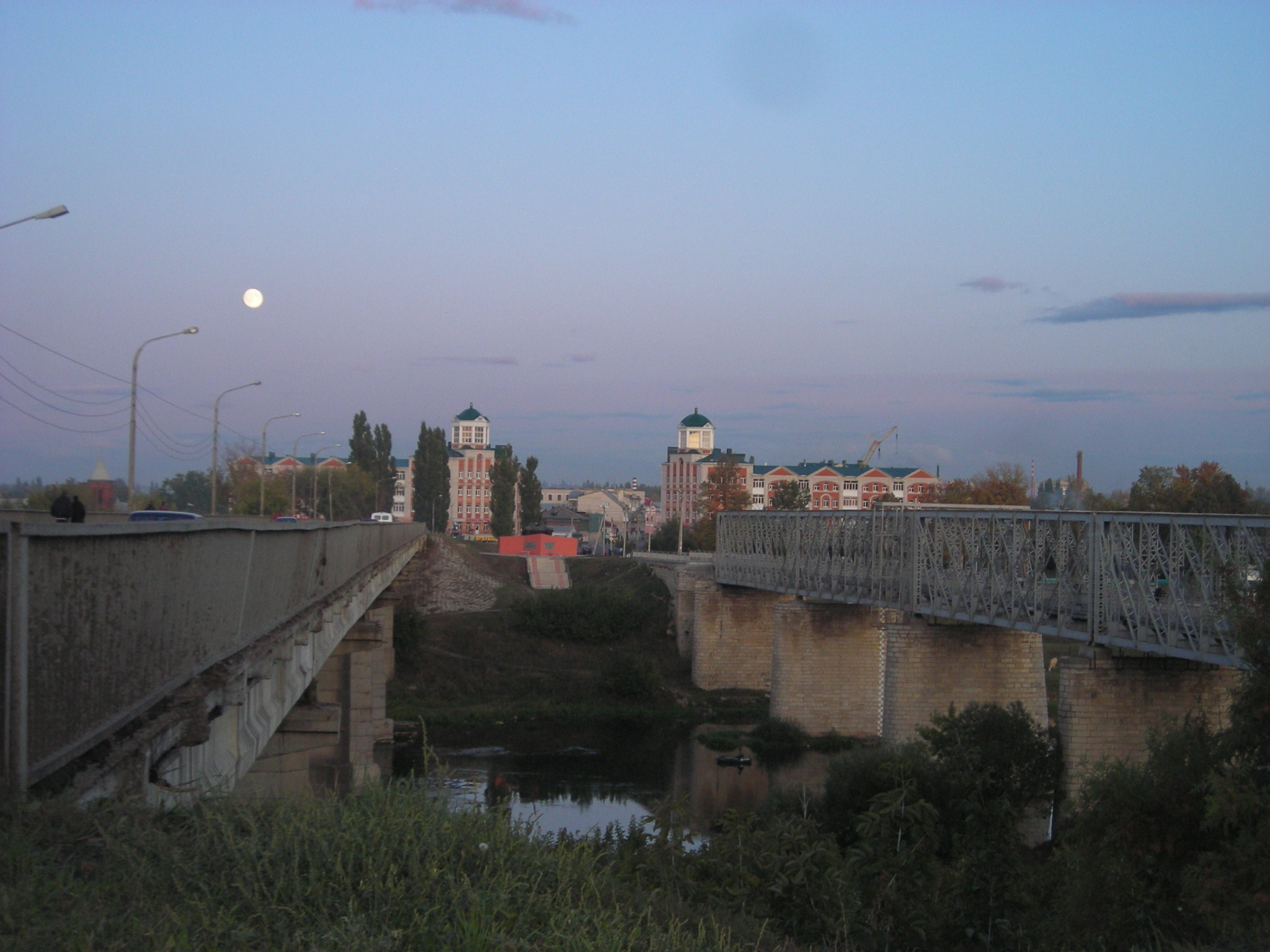
Dos puentes de la ciudad.
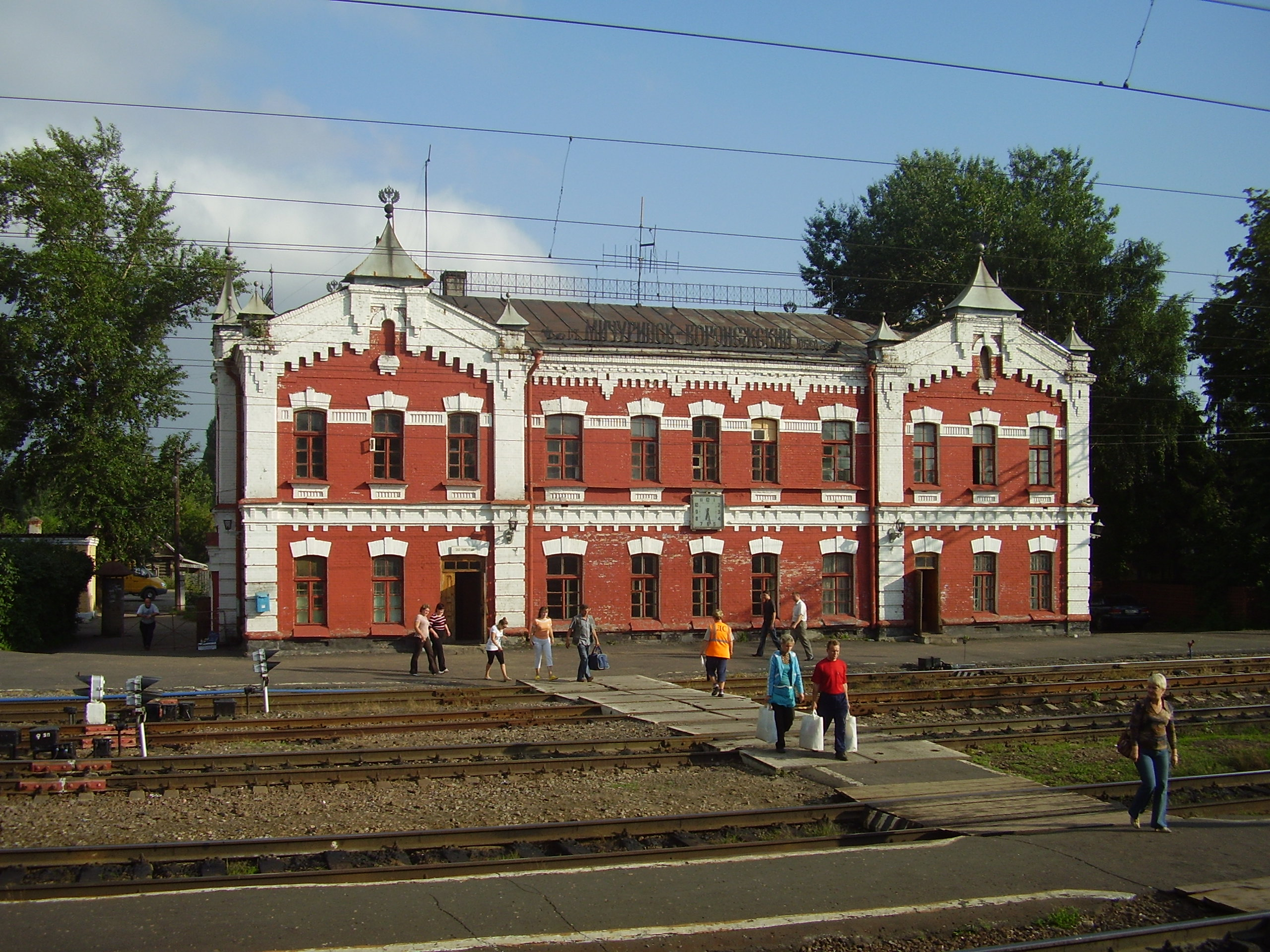
Estación Michúrinsk-Vorónezhski.
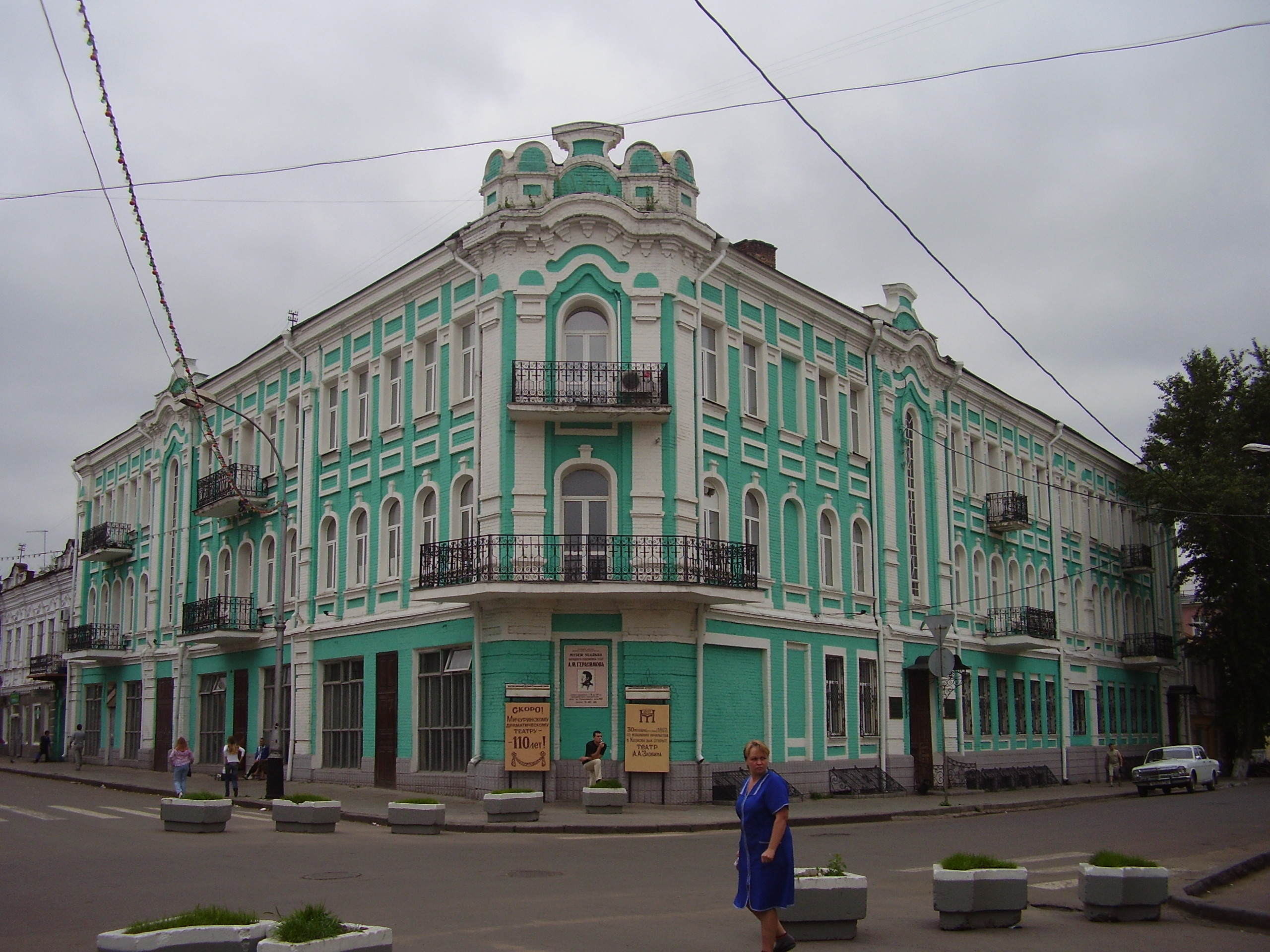
Instituto pedagógico.
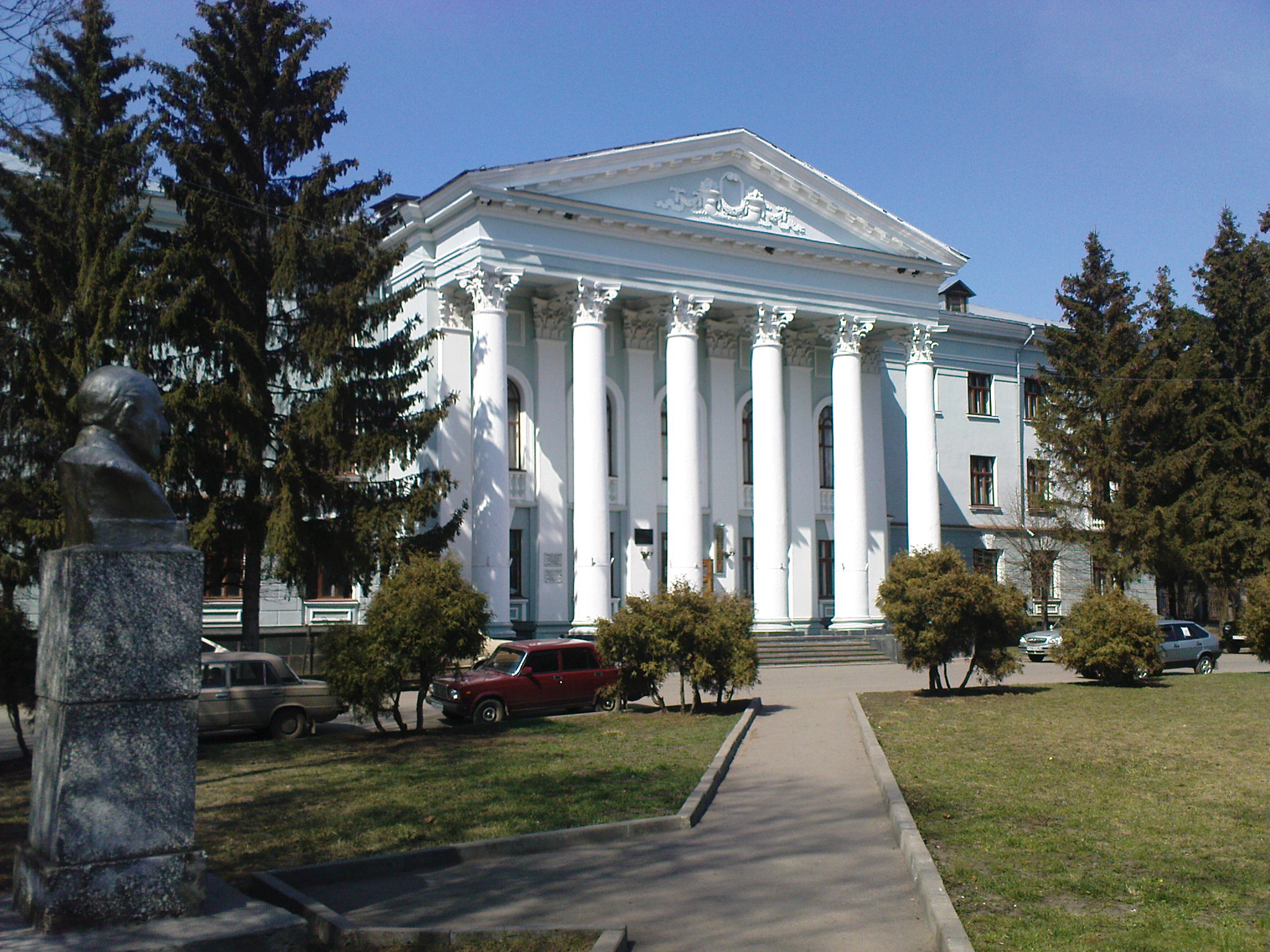
Edificio de la ciudad.
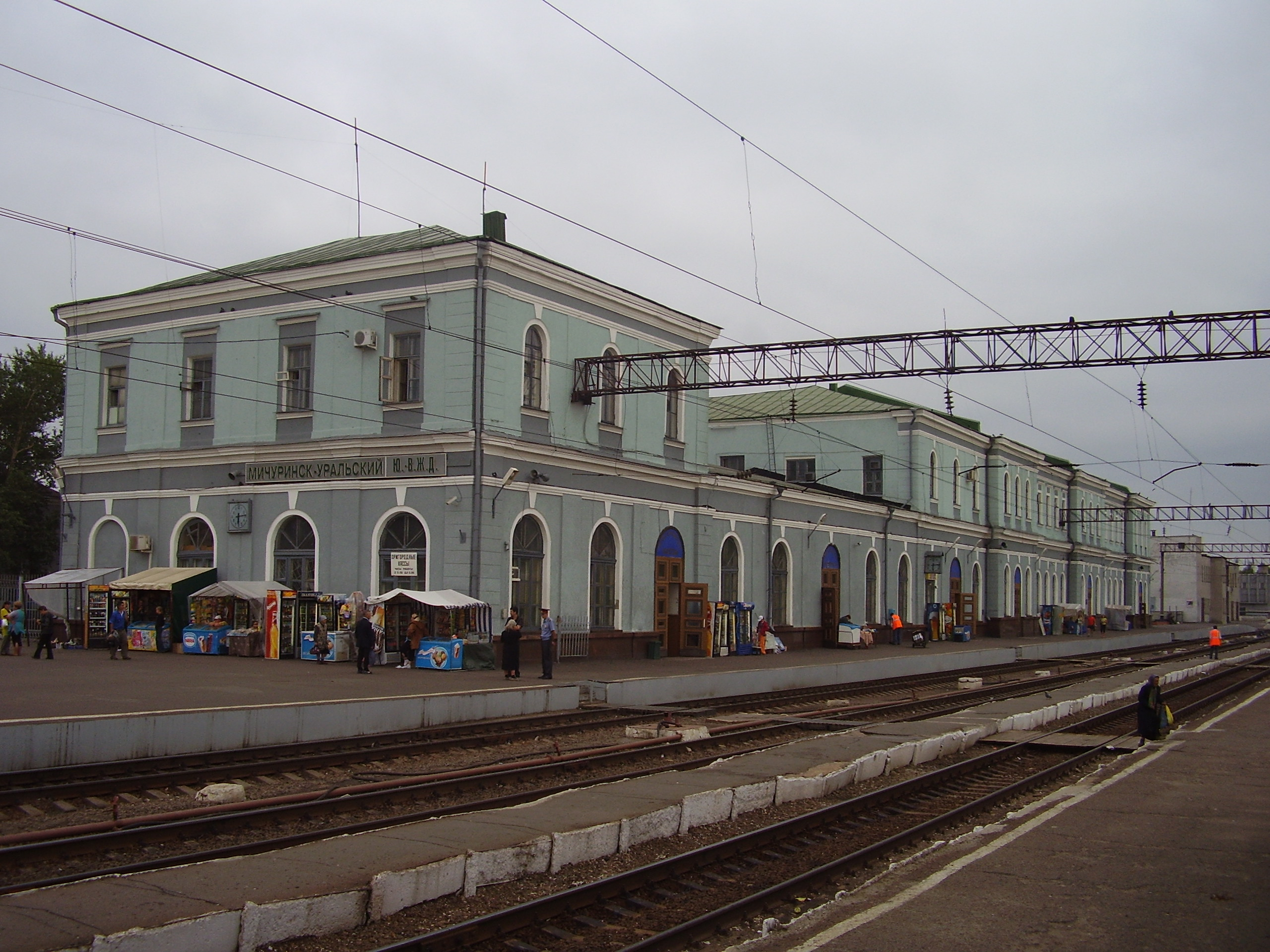
Estación Michúrinsk-Uralski
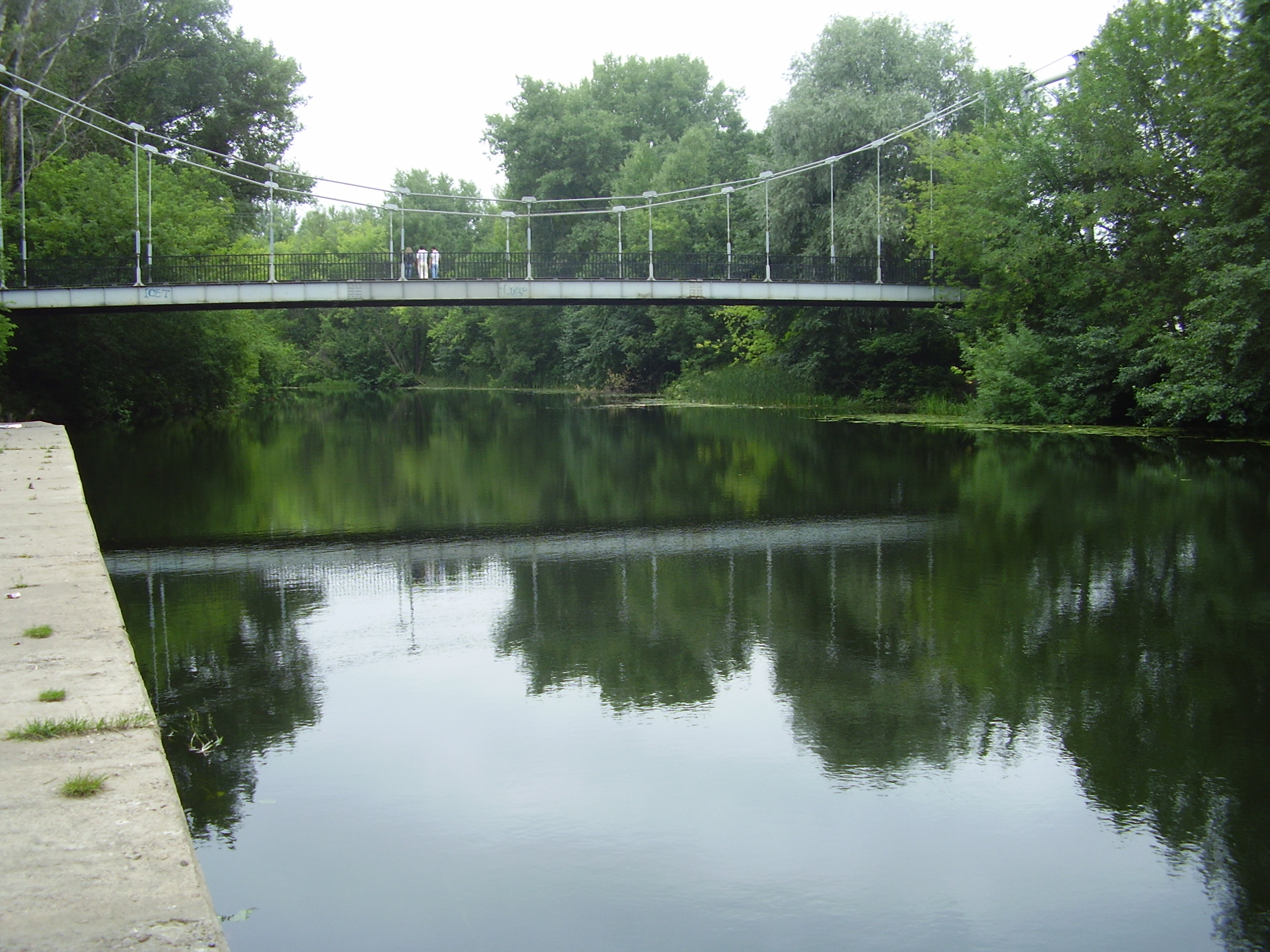
Puente sobre el río Lesnói Vorónezh